# Michał Zawadzki (kompozytor)
Michał Zawadzki (ukr. Михайло Адамович Завадський, ur. 7 sierpnia 1828 we wsi Michałkowice, zm. 17 marca 1887 w Kijowie) – ukraiński kompozytor i pedagog polskiego pochodzenia.
Autor ponad 500 salonów fortepianowych, aranżacji ludowych pieśni małorosyjskich i polskich. Jego opera „Maria” pozostała niedokończona.
Kształcił się na Uniwersytecie Kijowskim, od 1862 roku przebywał za granicą. Stworzył 42 szumki, 45 czabaraszek (чабара́шки), dwanaście dumek, cztery marsze zaporoskie dwie rapsodie, polki, piosenki.